# Eunice Chumba
Eunice Chumba, född 23 maj 1993, är en friidrottare från Bahrain. Hon deltog vid olympiska sommarspelen 2020.